# Тачка росе
Тачке росе или росиште је температура на којој би се водена пара кондензовала у воду, када би се посматрани део влажног ваздуха до те температуре охладио, а да притом барометарски притисак остане непромењен. Кондензована вода се зове роса. Тачка росе је температура засићења.  Тачка росе је повезана са релативном влажношћу ваздуха. Што је релативна влажност ваздуха виша, то је тачка росе ближа тренутној температури ваздуха. Када би релативна влажност ваздуха била 100%, тачка росе би била једнака тренутној температури и ваздух би био максимално засићен водом. Ако се уз повећање температуре тачка роса не мења, релативна влажност ваздуха ће се смањити.
Тачке росе је статистички показатељ битан за пилоте опште авијације пошто се користи за израчунавање вероватноће леђења карбуратора и појаве магле, као и за процену висине базе облака.
Када је температура испод тачке смрзавања воде, тачка росе се назива тачка мраза, пошто се мраз формира таложењем, а не кондензацијом. У течностима, аналогна тачки росе је тачка замућења.

## Влажност
Ако сви остали фактори који утичу на влажност остају константни, на нивоу тла релативна влажност расте како температура пада; то је зато што је потребно мање паре за засићење ваздуха. У нормалним условима, температура тачке росе неће бити већа од температуре ваздуха, пошто релативна влажност обично не прелази 100%.
У техничком смислу, тачка росе је температура на којој се водена пара у узорку ваздуха при константном барометарском притиску кондензује у течну воду истом брзином којом испарава. На температурама испод тачке росе, брзина кондензације ће бити већа од оне испаравања, формирајући више течне воде. Кондензована вода се назива роса када се формира на чврстој површини или мраз ако се смрзне. У ваздуху, кондензована вода се назива магла или облак, у зависности од њене надморске висине када се формира. Ако је температура испод тачке росе, а не ствара се роса или магла, пара се назива презасићеном. Ово се може десити ако у ваздуху нема довољно честица које би деловале као језгра кондензације.
Пилоти опште авијације користе податке о тачки росе да израчунају вероватноћу залеђивања карбуратора и магле и да процене висину кумулиформне основе облака.
Повећање барометарског притиска повишава тачку росе. То значи да, ако се притисак повећа, маса водене паре по јединици запремине ваздуха мора да се смањи да би се одржала иста тачка росе. На пример, може се узети у обзир Њујорк (10 m (33 ft)) и Денвер (1.610 m (5.280 ft) надморске висине). Пошто је Денвер на вишој надморској висини од Њујорка, имаће тенденцију да има нижи барометарски притисак. То значи да ако су тачка росе и температура у оба града исте, количина водене паре у ваздуху ће бити већа у Денверу.

## Однос према људској удобности
Када је температура ваздуха висока, људско тело користи испаравање зноја да се охлади, при чему је ефекат хлађења директно повезан са брзином испаравања зноја. Брзина којом зној може да испари зависи од тога колико је влаге у ваздуху и колико влаге ваздух може да задржи. Ако је ваздух већ засићен влагом (влажан), зној неће испарити. Терморегулација тела ће произвести знојење у настојању да се тело одржи на својој нормалној температури чак и када брзина којом оно производи зној премашује брзину испаравања, тако да се неко може обложити знојем током влажних дана чак и без стварања додатне телесне топлоте (нпр. вежбањем).
Како се ваздух који окружује тело загрева топлотом тела, он ће се подићи и заменити другим ваздухом. Ако се ваздух удаљи од тела природним поветарцем или вентилатором, зној ће брже испарити, чинећи зној ефикаснијим у хлађењу тела. Што је више неиспареног зноја, већа је нелагодност.
Влажни термометар (обичан живин термометар око кога је обмотана памучна крпица наквашена водом) такође користи хлађење испаравањем, тако да пружа добру меру за коришћење у процени нивоа удобности.
Нелагодност постоји и када је тачка росе веома ниска (испод око −5 °C (23 °F)). Сув ваздух може изазвати пуцање коже и лакше иритације. Такође ће исушити дисајне путеве. Америчка Администрација за безбедност и здравље на раду препоручује да се ваздух у затвореном простору одржава на 20—245 °C (68—473 °F) са 20–60% релативне влажности, што је еквивалентно тачки росе од приближно 40—165 °C (104—329 °F) (према једноставном прорачуну приказаном испод).
Ниже тачке росе, мање од 10 °C (50 °F), корелирају са нижим температурама околине и узрокују да тело захтева мање хлађења. Нижа тачка росе може да иде уз високу температуру само при екстремно ниској релативној влажности, омогућавајући релативно ефикасно хлађење.
Људи који насељавају области тропске и суптропске климе донекле се аклиматизују на више тачке росе. Дакле, становник Сингапура или Мајамија, на пример, може имати виши праг за нелагодност од становника умерене климе попут Лондона или Чикага. Људи који су навикли на умерену климу често почињу да се осећају непријатно када тачка росе пређе 15 °C (59 °F), док би другима могле бити пријатне тачке росе до 18 °C (64 °F). Већина становника умерених подручја сматраће тачке росе изнад 21 °C (70 °F) опресивним и сличним тропским, док становници врућих и влажних подручја то можда неће сматрати непријатним. Топлотни комфор зависи не само од физичких фактора околине, већ и од психолошких фактора.

## Временски рекорди тачке росе
- Највиша температура тачке росе: Тачка росе од 35 °C (95 °F) — док је температура била 42 °C (108 °F) — примећена је у Дахрану, Саудијска Арабија, у 15:00. 8. јула 2003. године.[13]
- Највиша температура са 100% релативне влажности: Температура од 34 °C (93 °F) са 100% релативне влажности у Џаску, Иран, 21. јула 2012.[14]

## Мерење
Уређаји који се називају хигрометри се користе за мерење тачке росе у широком распону температура. Ови уређаји се састоје од полираног металног огледала које се хлади док ваздух пролази преко њега. Температура на којој се формира роса је, по дефиницији, тачка росе. Ручни уређаји ове врсте могу се користити за калибрацију других типова сензора влажности, а аутоматски сензори се могу користити у контролној петљи са овлаживачем или одвлаживачем за контролу тачке росе ваздуха у згради или у мањем простору за производни процес.
| Тачка росе  | Тачка росе  | Релативна влажност на 32 °C (90 °F) |
| ----------- | ----------- | ----------------------------------- |
| Преко 26 °C | Преко 80 °F | 73% и више                          |
| 24–26 °C    | 75–80 °F    | 62–72%                              |
| 21–24 °C    | 70–74 °F    | 52–61%                              |
| 18–21 °C    | 65–69 °F    | 44–51%                              |
| 16–18 °C    | 60–64 °F    | 37–43%                              |
| 13–16 °C    | 55–59 °F    | 31–36%                              |
| 10–12 °C    | 50–54 °F    | 26–30%                              |
| Испод 10 °C | Испод 50 °F | 25% и ниже                          |

## Израчунавање тачке росе
Добро позната апроксимација која се користи за израчунавање тачке росе, Tdp, с обзиром на само стварну („суву луковицу“) температуру ваздуха, Т (у степенима Целзијуса) и релативну влажност (у процентима), RH, је Магнусова формула:
{\displaystyle {\begin{aligned}\gamma (T,\mathrm {RH} )&=\ln \left({\frac {\mathrm {RH} }{100}}\right)+{\frac {bT}{c+T}};\\[8pt]T_{\mathrm {dp} }&={\frac {c\gamma (T,\mathrm {RH} )}{b-\gamma (T,\mathrm {RH} )}};\end{aligned}}}
Комплетнија формулација и порекло ове апроксимације укључује међусобно повезани притисак засићене водене паре (у јединицама милибара, који се такође називају хектопаскали) на T, Ps(T), и стварни притисак паре (такође у јединицама милибара), Pa(T) који се може наћи или са RH или приближно са барометарским притиском (у милибарима),  BPmbar и температуром „влажног термометра“, Tw је (осим ако није другачије декларисано, све температуре су изражене у степенима Целзијуса):
{\displaystyle {\begin{aligned}P_{\mathrm {s} }(T)&={\frac {100}{\mathrm {RH} }}P_{\mathrm {a} }(T)=ae^{\frac {bT}{c+T}};\\[8pt]P_{\mathrm {a} }(T)&={\frac {\mathrm {RH} }{100}}P_{\mathrm {s} }(T)=ae^{\gamma (T,\mathrm {RH} )}\\&\approx P_{\mathrm {s} }(T_{\mathrm {w} })-BP_{\mathrm {mbar} }0.00066\left(1+0.00115T_{\mathrm {w} }\right)\left(T-T_{\mathrm {w} }\right);\\[8pt]T_{\mathrm {dp} }&={\frac {c\ln {\frac {P_{\mathrm {a} }(T)}{a}}}{b-\ln {\frac {P_{\mathrm {a} }(T)}{a}}}};\end{aligned}}}
За већу тачност, Ps(T) (а самим тим и γ(T, RH)) се може побољшати, коришћењем дела Бегелове модификације, такође познате као Арден Бакова једначина, која додаје четврту константу d:
{\displaystyle {\begin{aligned}P_{\mathrm {s,m} }(T)&=ae^{\left(b-{\frac {T}{d}}\right)\left({\frac {T}{c+T}}\right)};\\[8pt]\gamma _{\mathrm {m} }(T,\mathrm {RH} )&=\ln \left({\frac {\mathrm {RH} }{100}}e^{\left(b-{\frac {T}{d}}\right)\left({\frac {T}{c+T}}\right)}\right);\\[8pt]T_{dp}&={\frac {c\ln {\frac {P_{\mathrm {a} }(T)}{a}}}{b-\ln {\frac {P_{\mathrm {a} }(T)}{a}}}}={\frac {c\ln \left({\frac {\mathrm {RH} }{100}}{\frac {P_{\mathrm {s,m} }(T)}{a}}\right)}{b-\ln \left({\frac {\mathrm {RH} }{100}}{\frac {P_{\mathrm {s,m} }(T)}{a}}\right)}}={\frac {c\gamma _{m}(T,\mathrm {RH} )}{b-\gamma _{m}(T,\mathrm {RH} )}};\end{aligned}}}
где је
- a = 6,1121 mbar, b = 18,678, c = 257,14 °C, d = 234,5 °C.

У употреби је неколико различитих скупова константи. Оне које се користе у NOAA-овој презентацији су преузете из рада Дејвида Болтона из 1980. у часопису Monthly Weather Review:
- a = 6.112 mbar, b = 17.67, c = 243.5 °C.

Ове процене дају максималну грешку од 0,1%, за −30 °C ≤ T ≤ 35 °C и 1% < RH < 100%. Такође је вредан пажње Сонтагов рад из 1990,
- a = 6,112 mbar, b = 17,62, c = 243,12 °C; за −45 °C ≤ T ≤ 60 °C (грешка ±0,35 °C).

Још један уобичајени скуп вредности потиче из Психрометрије и психрометријске карте из 1974. године, како их је представио Paroscientific,
- a = 6,105 mbar, b = 17,27, c = 237,7 °C; за 0 °C ≤ T ≤ 60 °C (грешка ±0,4 °C).

Такође, у часопису Journal of Applied Meteorology and Climatology, Арден Бак представља неколико различитих скупова вредновања, са различитим максималним грешкама за различите температурне опсеге. Два конкретна сета обезбеђују опсег од -40 °C до +50 °C између ова два, са чак нижом максималном грешком унутар назначеног опсега од свих горњих скупова:
- a = 6,1121 mbar, b = 17,368, c = 238,88 °C; за 0 °C ≤ T ≤ 50 °C (грешка ≤ 0,05%).
- a = 6,1121 mbar, b = 17,966, c = 247,15 °C; за −40 °C ≤ T ≤ 0 °C (грешка ≤ 0,06%).